# Saison 2001-2002 des Celtics de Boston
La saison 2001-2002 des Celtics de Boston est la 56e saison de la franchise américaine de la National Basketball Association (NBA).
Lors de la draft 2001, les Celtics ont choisi le futur All-Star, Joe Johnson, de l’Université de l'Arkansas avec le dixième choix,,, mais il sera échangé plus tard dans la saison avec Randy Brown aux Suns de Phoenix en échange de Rodney Rogers et Tony Delk,. L’équipe a également signé l’agent libre, Erick Strickland, pendant l'intersaison. Les Celtics ont eu des difficultés en début de saison avec 5 victoires en 11 matchs, mais ont ensuite remporté 12 de leurs 14 matchs suivants, et ont obtenu un bilan de 28-21 aux NBA All-Star Week-end. Ils ont plus tard remporté sept matchs consécutifs en mars et ont remporté huit de leurs neuf derniers matchs afin de terminer deuxièmes de la division Atlantique avec un bilan de 49-33, faisant leur première apparition en playoffs depuis 1995.
Paul Pierce a obtenu en moyenne 26,1 points, 6,9 rebonds et 1,9 interception par match, et a été nommé dans la All-NBA Third Team, tandis qu’Antoine Walker a obtenu en moyenne 22,1 points, 8,8 rebonds, 5,0 passes décisives et 1,5 interception par match. Pierce et Walker ont tous deux été sélectionnés pour le NBA All-Star Game 2002, marquant la première apparition de Pierce à cet événement.
Lors du premier tour de playoffs dans la conférence Est, les Celtics ont défait les 76ers de Philadelphie en cinq matchs, passant au second tour pour la première fois depuis 1992,. Lors de la demi-finale de conférence, ils ont perdu le premier match contre les Pistons de Détroit, deuxièmes de la saison régulière,, mais ils ont remporté les quatre matchs suivants, atteignant la finale de conférence pour la première fois depuis 1988,. Lors de la finale de conférence, les Celtics ont pris une avance de 2-1 sur les Nets du New Jersey, leader de la conférence sur la saison régulière,. Cependant, ils s'inclinent contre les Nets en six matchs,.

## Draft
| Tour | Rang | Joueur        | Position | Nationalité | Provenance                      |
| ---- | ---- | ------------- | -------- | ----------- | ------------------------------- |
| 1    | 10   | Joe Johnson   | SG       | États-Unis  | Arkansas                        |
| 1    | 11   | Kedrick Brown | SF/SG    | États-Unis  | Northwest Florida State College |
| 1    | 21   | Joseph Forte  | SG       | États-Unis  | North Carolina                  |

## Classements de la saison régulière
| Conférence Est | Conférence Est         | Conférence Est | Conférence Est | Conférence Est |
| No             | Franchise              | Vic.           | Déf.           | PCT            |
| -------------- | ---------------------- | -------------- | -------------- | -------------- |
| 1              | Nets du New Jersey     | 52             | 30             | 63.4           |
| 2              | Pistons de Détroit     | 50             | 32             | 61.0           |
| 3              | Celtics de Boston      | 49             | 33             | 59.8           |
| 4              | Hornets de Charlotte   | 44             | 38             | 53.7           |
| 5              | Magic d'Orlando        | 44             | 38             | 53.7           |
| 6              | 76ers de Philadelphie  | 43             | 39             | 52.4           |
| 7              | Raptors de Toronto     | 42             | 40             | 51.2           |
| 8              | Pacers de l'Indiana    | 42             | 40             | 51.2           |
|                |                        |                |                |                |
| 9              | Bucks de Milwaukee     | 41             | 41             | 50.0           |
| 10             | Wizards de Washington  | 37             | 45             | 45.1           |
| 11             | Heat de Miami          | 36             | 46             | 43.9           |
| 12             | Hawks d'Atlanta        | 33             | 49             | 40.2           |
| 13             | Knicks de New York     | 30             | 52             | 36.6           |
| 14             | Cavaliers de Cleveland | 29             | 53             | 35.4           |
| 15             | Bulls de Chicago       | 21             | 61             | 25.6           |

| Division Atlantique   | V  | D  | PCT  | GB |
| --------------------- | -- | -- | ---- | -- |
| Nets du New Jersey    | 52 | 30 | 63.4 | -  |
| Celtics de Boston     | 49 | 33 | 59.8 | 3  |
| Magic d'Orlando       | 44 | 38 | 53.7 | 8  |
| 76ers de Philadelphie | 43 | 39 | 52.4 | 9  |
| Wizards de Washington | 37 | 45 | 45.1 | 15 |
| Heat de Miami         | 36 | 46 | 43.9 | 16 |
| Knicks de New York    | 30 | 52 | 36.6 | 22 |

## Effectif
| Numéro | Joueur           | Position | Provenance                        |
| ------ | ---------------- | -------- | --------------------------------- |
| 0      | Walter McCarty   | PF       | Kentucky                          |
| 4      | Tony Battie      | C        | Texas Tech                        |
| 5      | Roshown McLeod   | PF       | Duke                              |
| 7      | Kenny Anderson   | PG       | Georgia Tech                      |
| 8      | Antoine Walker   | PF       | Kentucky                          |
| 12     | Omar Cook        | PG       | St. John's                        |
| 20     | Erick Strickland | PG       | Nebraska                          |
| 28     | Tony Delk        | SG       | Kentucky                          |
| 30     | Mark Blount      | C        | Pitt                              |
| 34     | Paul Pierce      | SG       | Kansas                            |
| 40     | Joseph Forte     | SG       | UNC                               |
| 42     | Kedrick Brown    | SF       | Okaloosa-Walton Community College |
| 52     | Vitaly Potapenko | C        | Wright State University           |
| 54     | Rodney Rogers    | SF       | Wake Forest                       |
| 55     | Eric Williams    | SF       | Vincennes University, Providence  |

## Statistiques

### Saison régulière
| Joueur           | MJ | MC | MPG  | FG%  | 3P%  | FT%   | RPG | APG | SPG | BPG | PPG  |
| ---------------- | -- | -- | ---- | ---- | ---- | ----- | --- | --- | --- | --- | ---- |
| Kenny Anderson   | 76 | 76 | 32.0 | .436 | .273 | .742  | 3.6 | 5.3 | 1.9 | 0.1 | 9.6  |
| Tony Battie      | 74 | 73 | 24.6 | .541 | .000 | .677  | 6.5 | 0.5 | 0.8 | 0.9 | 6.9  |
| Mark Blount      | 44 | 0  | 9.4  | .421 | -    | .811  | 1.9 | 0.2 | 0.4 | 0.4 | 2.1  |
| Kedrick Brown    | 29 | 5  | 8.4  | .329 | .185 | .600  | 1.7 | 0.5 | 0.6 | 0.2 | 2.2  |
| Randy Brown      | 1  | 0  | 6.0  | .000 | -    | -     | 0.0 | 2.0 | 0.0 | 1.0 | 0.0  |
| Tony Delk        | 22 | 16 | 25.9 | .349 | .299 | .733  | 3.6 | 2.3 | 1.0 | 0.3 | 7.4  |
| Joseph Forte     | 8  | 0  | 4.9  | .083 | .000 | 1.000 | 0.8 | 0.8 | 0.3 | 0.0 | 0.8  |
| Joe Johnson      | 48 | 33 | 20.9 | .439 | .273 | .769  | 2.9 | 1.5 | 0.7 | 0.2 | 6.3  |
| Walter McCarty   | 56 | 0  | 12.8 | .444 | .394 | .684  | 2.3 | 0.7 | 0.3 | 0.1 | 3.8  |
| Milt Palacio     | 41 | 0  | 12.6 | .385 | .353 | .706  | 1.2 | 1.3 | 0.5 | 0.1 | 3.7  |
| Paul Pierce      | 82 | 82 | 40.3 | .442 | .404 | .809  | 6.9 | 3.2 | 1.9 | 1.0 | 26.1 |
| Vitaly Potapenko | 79 | 9  | 17.0 | .455 | -    | .742  | 4.4 | 0.4 | 0.5 | 0.2 | 4.6  |
| Rodney Rogers    | 27 | 1  | 23.2 | .482 | .411 | .700  | 4.0 | 1.5 | 0.6 | 0.4 | 10.7 |
| Erick Strickland | 79 | 4  | 20.8 | .389 | .385 | .845  | 2.7 | 2.3 | 0.7 | 0.0 | 7.7  |
| Antoine Walker   | 81 | 81 | 42.0 | .394 | .344 | .741  | 8.8 | 5.0 | 1.5 | 0.5 | 22.1 |
| Eric Williams    | 74 | 30 | 23.6 | .374 | .279 | .731  | 3.0 | 1.5 | 1.0 | 0.1 | 6.4  |

### Playoffs
| Joueur           | MJ | MC | MPG  | FG%   | 3P%   | FT%   | RPG | APG | SPG | BPG | PPG  |
| ---------------- | -- | -- | ---- | ----- | ----- | ----- | --- | --- | --- | --- | ---- |
| Kenny Anderson   | 16 | 16 | 35.0 | .416  | -     | .800  | 3.1 | 4.8 | 1.3 | 0.0 | 12.0 |
| Tony Battie      | 16 | 16 | 27.7 | .488  | -     | .619  | 7.6 | 0.8 | 0.6 | 1.9 | 6.1  |
| Mark Blount      | 4  | 0  | 9.8  | .500  | -     | 1.000 | 1.8 | 0.3 | 0.5 | 0.5 | 1.5  |
| Kedrick Brown    | 2  | 0  | 1.5  | 1.000 | 1.000 | -     | 0.0 | 0.0 | 0.0 | 0.5 | 2.5  |
| Tony Delk        | 14 | 0  | 16.2 | .354  | .394  | .583  | 2.4 | 1.1 | 0.6 | 0.4 | 4.7  |
| Walter McCarty   | 14 | 0  | 13.9 | .447  | .167  | .778  | 2.4 | 0.3 | 0.3 | 0.0 | 3.1  |
| Paul Pierce      | 16 | 16 | 42.0 | .403  | .288  | .764  | 8.6 | 4.1 | 1.7 | 1.3 | 24.6 |
| Rodney Rogers    | 16 | 0  | 24.6 | .426  | .365  | .886  | 5.5 | 2.1 | 1.0 | 0.4 | 8.9  |
| Erick Strickland | 12 | 0  | 9.8  | .282  | .200  | 1.000 | 1.1 | 1.4 | 0.4 | 0.1 | 2.9  |
| Antoine Walker   | 16 | 16 | 43.9 | .411  | .385  | .781  | 8.6 | 3.3 | 1.5 | 0.4 | 22.1 |
| Eric Williams    | 16 | 16 | 30.4 | .500  | .467  | .739  | 4.4 | 1.3 | 1.6 | 0.3 | 7.8  |

## Récompenses
- Paul Pierce, NBA All-Star
- Antoine Walker, NBA All-Star
- Paul Pierce, All-NBA Third Team